# ستاراخوویتسه
ستاراخوویتسه (به لهستانی:  Starachowice) یک منطقهٔ مسکونی در لهستان است که در شهرستان ستاراخوویتسه واقع شده‌است. ستاراخوویتسه ۳۱٫۸۵ کیلومتر مربع مساحت و ۵۰٬۶۷۹ نفر جمعیت دارد و ۲۵۲ متر بالاتر از سطح دریا واقع شده‌است.

## خواهرخوانده
شهر فشتا خواهرخواندهٔ ستاراخوویتسه هست.